# Actinella obserata
Actinella obserata – gatunek ślimaka trzonkoocznego z rodziny Geomitridae.

## Występowanie
Madera (wyspa należąca do Portugalii).
Wiedzie lądowy tryb życia.

## Status
W 1994 gatunek ten uznano za narażony na wyginięcie (kategoria VU – Vulnerable), w 1996 za bliski zagrożenia wyginięciem. Od 2011 uznawany jest za krytycznie zagrożony (CR).